# 青丘野谈
《青丘野谈》（韓文：청구야담），又稱《青邱野談》是19世纪初至19世纪中叶的一部朝鲜野谈集，作者和具体的创作时间不详，与李羲准（1772-1839年）的《溪西野谈》和李源命（1807-1887年）的《东野汇輯》合称为朝鲜王朝三大野谈集:1438。
《青丘野谈》有多个异本，各异本卷数在6-0券不等。较《溪西野谈》相比，《青丘野谈》已经不是在以人物为中心而是以事件为中心，而且各篇都标有7或8个字的题目，已经演变成为短篇小说集。:285-286